# Poslište
Poslishtë en albanais et Poslište en serbe latin (en serbe cyrillique : Послиште) est un village du Kosovo situé dans la commune/municipalité de Prizren et dans le district de Prizren/Prizren. Selon le recensement kosovar de 2011, elle compte 1 520 habitants, dont 1 517 Albanais.
Poslishtë est également connu sous le nom albanais de Poslisht.

## Histoire
Sur le territoire de Poslishtë/Poslište se trouve un site archéologique romain datant des Ier-IVe siècles ; on y a mis au jour les vestiges d'une villa rustica, d'une mansio et d'une statio. Le site est proposé pour une inscription sur la liste des monuments culturels du Kosovo.

## Démographie

### Évolution historique de la population dans la localité
| 1948 | 1953 | 1961 | 1971 | 1981 | 1991  | 2011  |
| ---- | ---- | ---- | ---- | ---- | ----- | ----- |
| 160  | 118  | 177  | 333  | 719  | 1 127 | 1 520 |

|  |